# Englische Eishockeyauswahl der Frauen
Die Fraueneishockeyauswahl Englands ist eine Auswahl englischer Spielerinnen, die von der English Ice Hockey Association bestimmt werden, um das Land auf internationaler Ebene zu repräsentieren. 

## Geschichte
Die englische Eishockeyauswahl der Frauen hat bislang zwischen 1987 und 2002 fünf Spiele bestritten, davon drei gegen die schottische Auswahl. Zudem trafen die Engländerinnen je ein Mal auf die Nationalmannschaften von Belgien und Wales. 
Sowohl England, als auch Schottland, haben zwar ihre eigenen Landesverbände, jedoch unterstehen diese Ice Hockey UK, das mit der britischen Nationalmannschaft eine gemeinsame Nationalmannschaft für das Vereinigte Königreich aufstellt.